# Kevin Murphy (historien)
Pour les articles homonymes, voir Kevin Murphy.
Kevin Murphy est un historien, ancien professeur adjoint à l'université du Massachusetts à Boston. Spécialiste de l'URSS, il étudie en particulier la classe ouvrière soviétique.
Murphy est l'auteur de Revolution and Counterrevolution - Class Struggle in a Moscow Metal Factory. Il y décrit la lutte des ouvriers d'une usine de métallurgie face à la perte progressive de leurs droits sociaux et à la bureaucratie stalinienne. Il fut notamment salué pour cet ouvrage par le Journal of Modern History et la Russian Review.
Il travaille sur un projet d'histoire populaire de la révolution russe et sur une étude du rôle des syndicats dans la société soviétique.